# جاتية سنسد
جَاتِيَة سَنْسَد (بالبنكالية: জাতীয় সংসদ؛ بالهندستانية: جاتیہ سنسد؛ ومعناه: البرلمان الوطني) هو اسم السلطة التشريعية في بلاد البنكال، وكثيرا ما يقال له لأجل الاختصار سَنْسَد، أي البرلمان. وهو يتكون من 350 مقعداً، يقع المقر الرئيسي له في جاتية سنسد باوان ‏.